# 레지나 입

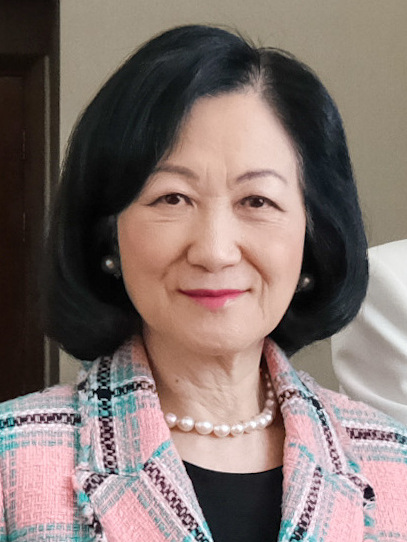

레지나 입 라우 숙이(Regina Ip Lau Suk-yee, 葉劉淑儀, 1950년 8월 24일-)는 홍콩의 정치인이다. 현재 행정회의 (ExCo) 소집자이자 입법회 (LegCo) 의원이며, 신민당의 창립자이자 현 의장이다. 이전에는 홍콩 특별행정구 (HKSAR)의 저명한 정부 관리였으며, 징계 서비스를 총괄하는 안전부장으로 임명된 최초의 여성이었다. 또한 홍콩의 싱크탱크인 사반타스 정책 연구소의 설립자이자 의장이기도 하다.
입은 국가보안법 통과를 옹호하는 역할로 인해 논란의 인물이 되었는데, 이 법안은 홍콩 기본법 제23조를 이행하기 위한 것이었다. 이 법안이 철회된 후, 그녀는 둥젠화 행정장관 행정부에서 사임한 최초의 고위 관리가 되었다. 그녀는 석사 학위를 위해 안식년을 가졌다. 그녀는 입법회 2007년 홍콩섬 보궐선거에 출마했지만, 두 파벌 경쟁에서 안손 찬에게 패배했다. 그녀는 2008년 입법회 선거에 다시 출마하여 홍콩섬에서 의석을 얻어 당선되었다. 그녀는 2012년과 2016년 선거에서 재선되었다.
입은 행정장관 최고 직책에 관심이 많은 것으로 널리 알려져 있다. 그녀는 2012년과 2017년 행정장관 선거 모두에 출마했지만, 두 번 모두 1,200명으로 구성된 선거위원회로부터 최소 150표의 지명을 확보하지 못해 경선에 참여하지 못했다. 2020년, 스탠퍼드 대학교의 그녀의 지도교수였던 래리 다이아몬드는 홍콩의 민주화 운동과 언론 자유에 대한 입의 처리를 공개적으로 비판했다.

## 초기 생애
입은 1950년에 당시 영국령 홍콩에서 태어났다. 그녀의 아버지는 싱가포르계 중국인 상인인 라우 푸크셍이었고, 어머니는 배우 와 차이풍(華彩鳳)으로, 아버지의 두 번째 부인이었다. 그녀는 성 스테판 여자 대학에 다녔고, 그 후 홍콩 대학에서 영문학을 전공하여 최우수 성적으로 졸업했다. 나중에 글래스고 대학교에서 문학 석사 학위를 취득했으며, 그곳에서 엘리자베스 시대 시인인 필립 시드니 경을 연구했다.

## 공직 경력
1970년대에 입은 행정관으로 홍콩 정부에 합류했다. 1986년에 그녀는 남편과 함께 스탠퍼드 경영대학원에서 슬론 프로그램을 통해 경영학 석사 학위를 공부했다. 그녀는 1995년 9월 산업부 국장으로 임명되기 전까지 다양한 관료직을 역임했다.

### 각료 경력
1996년 8월, 그녀는 이민국장으로 임명되었는데, 이 직위는 보통 이민국 내부의 공무원들이 맡는 자리였다. 그녀는 이 직위를 맡은 최초의 여성이었으며, 1997년 반환 이후까지 계속 재직했다. 그녀가 이 직위를 맡고 있는 동안, 영국 정부는 5만 홍콩 가정에 완전한 영국 시민권을 부여하기로 결정했다. 그녀는 또한 거주권 사가 동안 이민국의 수장이기도 했는데, 당시 홍콩 정부는 법원이 정부에 불리한 판결을 내린 후 베이징의 전국인민대표대회에 개입을 요청하여, 홍콩 거주자의 자녀가 홍콩에서 태어났는지 여부에 관계없이 거주권을 부여한 법원의 판결을 단순히 무시할 수 있는 권한을 홍콩 정부에 부여했다.
1998년 7월, 입은 안전부장 직책에 임명되었는데, 이 또한 여성이 이 직책을 맡은 최초의 사례였다. 그녀는 "자신의 정치적 입장을 선언한" 최초의 정부 장관이 되었다.
입은 2002년 7월 1일 둥젠화 정부의 두 번째 임기 동안 이른바 14명의 주요 관리 중 한 명이자 행정회의 위원이 되었다. 그녀는 당시 정부 내에서 강경하고 타협하지 않는 인물로 잘 알려져 있었으며, 일부는 그녀를 "확고하고, 오만하며, 권위적이지만 솔직한 관료"라고 묘사했다. 안전부장으로서 그녀는 홍콩 기본법의 논란이 되는 제23조 채택을 추진했다. 대규모 대중 시위와 정부의 국가보안법 입법 제안 철회 이후, 입은 개인적인 이유를 들며 2003년 6월 25일 사임했다.

## 정치 경력
2003년, 입은 동아시아학 석사 학위를 추구하기 위해 스탠퍼드 대학교로 돌아갔고, 래리 다이아몬드가 그녀의 지도교수였다. 그녀의 논문인 <홍콩: 과도기 사회의 민주적 발전 사례 연구>는 양원제에 대한 찬사를 표하며 홍콩의 정당이 강화되고 더욱 포괄적이어야 한다고 제안했다고 알려졌다. 그녀는 2006년에 홍콩으로 돌아왔다. 그녀는 정책 싱크탱크인 사반타스 정책 연구소를 설립하여, 그녀가 미래에 언젠가 행정장관 직책에 출마할 계획이라는 언론의 추측을 불러일으켰다. 2007년 9월, 그녀는 홍콩섬 보궐선거에서 입법회 의원으로 출마할 의사를 밝혔다. 그녀는 제23조 상황 처리 미숙에 대해 사과하며 이를 뒤로하고 싶다고 말했다. 그러나 그녀는 43%의 득표율로 안손 찬에게 패배했다.

### 입법회의원
입은 2008년 홍콩 입법회 선거에서 홍콩섬 지리적 선거구에 출마하여 피부과 의사 루이 시와 두 명의 당선된 구의원인 앨버트 웡과 로널드 찬을 포함한 명부를 구성했다. 그녀의 명부는 총 61,073표를 얻어 홍콩섬에서 두 번째로 높고 홍콩 전체에서는 네 번째로 높은 득표율을 기록했다. 그녀는 2008년 10월 8일 입법회의원으로 취임했다.
2011년 1월, 그녀는 신민당이라는 중산층 지향 정당을 창당했다. 이 정당은 2012년 입법회 선거 후 그녀와 마이클 텐의 두 의석을 보유했으며, 입은 거의 절반의 득표를 잃었음에도 불구하고 30,289표로 당선되었다. 그녀는 선거 후 렁춘잉 행정장관에 의해 홍콩 행정회의에 임명되었으며, 두 번째로 행정장관에 출마한 2016년 12월까지 재직했다. 그녀의 당은 2014년 시민의 힘과 동맹을 맺으면서 지역 기반을 확대했다. 입은 2016년 입법회에 재선되었으며, 홍콩섬에서 60,760표로 최고 득표를 기록했다.

### 2012년 행정장관 출마
입은 행정장관직에 관심이 있는 것으로 알려져 있었다. 그녀는 2012년 선거에 출마할 의사를 밝혔으나 12월 15일에 출마를 포기했다. 헨리 탕을 둘러싼 여러 스캔들 이후, 입은 2월 20일에 다시 출마를 선언했다. 그녀는 마감 시한까지 충분한 지명을 받지 못해 후보 자격을 얻지 못하여 2월 29일에 후보를 철회했고, 이로 인해 그녀의 선거 운동은 9일 동안만 지속되었다.

### 2017년 행정장관 출마
입은 2017년 행정장관 선거 출마를 고려할 의사를 밝혔다. 현 행정장관 렁춘잉이 재선에 출마하지 않겠다고 발표하자, 입은 행정회의에서 사임하고 선거 운동을 시작했다. 그녀는 당의 지지를 받은 후 "홍콩을 되찾자"는 선거 구호 아래 12월 15일 후보 출마를 발표했다. 그녀는 2020년 8월 31일 전국인민대표대회 상무위원회 (NPCSC)가 명령한 베이징의 제한적인 틀 내에서 선거 개혁 과정을 다시 시작할 것을 요구했다. 그녀는 또한 논란이 되는 제23조를 "적절한 조치"와 함께 입법할 것을 다짐했다.
입은 언론 모임에서 감정에 복받쳐 눈물을 흘렸다. "지난 10년간 저는 아무것도 없이 시작하여 조금씩 열심히 노력했고, 제 돈을 썼으며, 정신적, 육체적 노력을 많이 들였습니다." 입은 목소리를 떨며 말했다. "제가 홍콩 사회에 대한 책임을 지지 않았다고 말할 수 있습니까? 제가 제23조를 처리했을 때 만족스럽지 못했습니까?" 그녀는 자신을 변호하며 "저는 책임 제도에 따라 책임을 졌고 이미 여러 번 사과했습니다. 저는 파렴치하지 않았고, 권력을 놓지 않았습니다. 저는 행정부에서 물러났습니다. 제가 책임을 질 용기가 있는지 여부는 사회에 맡기겠습니다. 저는 분명히 많은 책임을 졌습니다."라고 말했다. 입의 발언은 렁춘잉이 람의 "책임을 질 능력과 의지"를 칭찬한 후에 나왔다. 캐리 람이 출마를 선언하고 쩡이 출마할 것으로 예상되면서, 정치 분석가들은 이것이 입이 경선에 참여할 최소 150표의 지명을 얻을 가능성을 위협할 수 있다고 말했다. 입은 사업가 앨런 지만을 포함한 두세 명의 선거인들이 람을 지지하기 위해 그녀에게 등을 돌렸다고 밝혔다.
자신의 신민당과 일부 기업 부문 선거인들의 지지를 받은 입은 람의 표를 분할하기 위해 경선에 참여시키고자 하는 회계 부문 민주파 선거인으로부터도 지명을 받았다. 그러나 람이 600표 이상의 지명을 목표로 하면서, 입은 지명을 확보하기 위해 힘든 싸움에 직면했다. 그녀는 "특정 후보"에게 이미 충분한 지명을 확보했으니 추가적인 지지를 요청하지 말라고 촉구했다. 입은 3월 1일 지명 마감 시한 몇 시간 전에 후보 등록을 철회하여, 2012년 출마 이후 두 번째로 실패했다. 그녀는 "필요한 것보다 훨씬 적은" 수의 지명을 받았다고 시인했다. 그녀는 자신의 실패를 베이징이 지지하는 람과 민주파가 지지하는 쩡과 우에게 "밀려났다"고 하며 1,200명으로 구성된 선거위원회 멤버십의 제한적인 선출 과정을 탓했다.

## 견해
틀:중국 내 신보수주의
틀:홍콩 보수주의
입은 공공질서 조례를 옹호하고 1997년 반환 이후 중국 대륙에서 태어난 홍콩인의 자녀에게 거주권을 부여하지 않는 정부 정책을 옹호하는 등 논란의 여지가 있는 입장을 취해왔다.

### 제23조
쿠에 따르면, 입은 과거 공무원들이 채택했던 "제도화된 관료적 의식"에서 벗어나면서 도발적인 정치적 인물이 되었다. 그녀는 정부의 홍콩 기본법 제23조 법제화 시도를 주도했으며, 2003년 7월까지 이를 강력히 추진했다. 2002년 9월부터 2003년 7월 사이에 그녀의 인기는 급락했다. 2002년 10월, 그녀는 성시 대학에서 아돌프 히틀러에 대한 발언을 했다.
| “ | 히틀러는 국민들에게 선출되었다. 그러나 그는 결국 700만 명을 살해했다. 이는 민주주의가 만병통치약이 아님을 증명한다. | ” |

입은 법안에 대한 반대를 대수롭지 않게 여기며, 계획된 시위에 3만 명만이 참여할 것이라고 예측했다. 입은 정치 및 종교 지도자들이 "군중심리"를 만들었다고 비난했다. 그녀의 인기는 발언이 대중의 의견과 계속해서 모순되면서 급락했는데, 특히 2003년 SARS 발병의 소란과 혼란에도 불구하고 법안을 추진하겠다는 그녀의 약속과 관련하여 더욱 그러했다.
비판자들은 그녀의 숱 많은 헤어스타일을 비난하며 "빗자루 머리"(掃把頭)라는 별명을 붙였다. 여기에는 경찰 제복과 그녀의 트레이드마크인 숱 많은 헤어스타일로 그녀를 풍자한 만화책도 포함되었다. 그녀는 비록 그 별명을 싫어하지만 비판자들을 기쁘게 하기 위해 헤어스타일을 바꾸지는 않을 것이라고 공개적으로 인정했다. 논란에 대해 그녀는 "저는 대중의 인기에 영향을 미칠지라도 목소리를 내는 것을 두려워하지 않는 사람으로 기억되고 싶다"고 말했다. 입은 나중에 "법안을 추진하는 데 실수를 저질렀다"고 말하며 제23조를 추진하면서 한 발언에 대해 사과했다.

### 민주주의에 대한 견해
입은 민주주의에 대한 그녀의 모순된 입장으로 비판을 받았다. 미국에서 돌아온 후, 그녀는 2007년 입법회 의석을 위한 선거 운동 중에 "홍콩의 유일한 전진 방향은 완전한 민주화"라고 말하며 이전의 입장과 대조되는 공개적인 입장을 바꾸었다. 아시아 타임스의 토드 크로웰은 그녀를 "거듭난 민주주의자"라고 불렀다. 2007년 보궐선거에서 민주파 진영이 지지한 그녀의 주요 경쟁자인 안손 찬은 이 때문에 그녀를 "가짜 민주주의자"라고 낙인찍었다.
2022년 2월, 입은 SCMP에 논평을 작성하여 서구 민주주의를 비판하고 "많은 이들이 대중 참여에 기반한 정치 지도자 선출 절차를 채택하는 것이 좋은 거버넌스를 가져올 것이라는 잘못된 환상에 계속 빠져 있다"고 말했다.
2023년 5월, 정부가 구의회에서 민주적으로 선출된 의석 수를 줄일 것이라고 발표하자, 입은 정부의 결정을 옹호하며 "도시가 모국과 반목하는 것은 도시의 이익에 부합하지 않으며, 분리주의와 전복의 온상이 되는 것은 더더욱 아니다"라고 말했다.

### 언론 자유에 대한 견해
2008년 7월, 입은 올림픽 티켓 줄에서 벌어진 뜨거운 현장을 취재하는 기자들에 대한 경찰의 전술에 대한 발언으로 다시 한번 논란에 휩싸였다. 베이징 경찰이 홍콩 기자들을 다루는 방식에 대해 언급하면서, 그녀는 "목을 미는 [기술]은... 문제 유발자를 막는 데 가장 효과적이었다"고 말했다. 다음 날, 그녀는 언론의 자유를 지지한다고 말하며 "말실수"에 대해 사과했고, 기자들이 문제 유발자라는 의미도 아니고 경찰의 행동을 지지하는 것도 아니라고 해명했다. 민주당 의원 영 섬은 이를 그녀의 본색을 드러낸 프로이트적 실언이라고 지칭했다.

### 필리핀 가정부 관련 인종차별적 발언
2015년 4월, 입은 명보의 논란이 된 기사에서 자신이 1998년부터 2003년까지 안전부장으로 재직하는 동안 디스커버리 베이의 "외국 여성"들로부터 "정부가 필리핀 가정부들이 자신들의 남편을 유혹하도록 허용하고 있다"는 불만을 받았다고 썼으며, 많은 언론 보도에서 성차별적이고 인종차별적이라는 비난을 받았다. 필리핀 영사관은 입의 "불운한 단어 선택"에 대해 우려를 표명했다. 가정부 옹호 단체는 그녀의 사무실 앞에서 시위를 벌이며 사과를 요구했다. 그녀는 자신에게 불쾌감을 느낀 사람들에게 사과하며 기사가 오해되었다고 주장했다.

### 모피 착용에 대한 견해
입은 2016년 1월 입법회 회의에 빨간색 밍크 코트를 입고 참석하여 비난을 받았다. 그녀는 자신의 의상 선택을 옹호하며 "모피를 입는 것은 사실 소고기를 먹는 것과 같다...밍크 사육은 닭이나 소를 기르는 것보다 더 인도적일 수 있다"고 말했다. 그녀는 동물 권리 운동가들로부터 비판을 받았다.

### 연락판공실 방문에 대한 거짓말
2016년 9월 5일, 그녀가 재선된 2016년 홍콩 입법회 선거 다음 날, 입의 차가 연락판공실에서 사진에 찍혔다. 그녀는 명보에 자신이 차에 없었고, 자신이 쓴 책을 친구들에게 보내는 중이었다고 말했다. 그녀는 나중에 상대방이 방문을 비밀로 해달라고 요청했기 때문에 거짓말을 했다고 인정했다. 그녀는 민주파가 연락판공실이 지역 정치와 선거에 개입했다고 비난해왔기 때문에 비판을 받았다. 그녀는 대중과 명보에 사과하며, 연락판공실의 지지에 감사하기 위해 그곳에 간 것이 아니라고 부인했다.

### "홍콩은 중국이다, 좋든 싫든"
2020년 10월 1일, 뉴욕 타임스는 입의 기명 논평을 게재했는데, 제목은 "홍콩은 중국이다, 좋든 싫든"이었다.(p. 175) 이 글에서 입은 홍콩 경무처의 2019-2020년 홍콩 시위 중 행동을 옹호하고 홍콩 입법회를 공개적으로 지지했다. 입은 다음과 같이 썼다:(p. 176)
무언가 해야 할 일이 있었고, 중국 당국은 그것을 했다 . . . 서방은 이 사람들을 홍콩의 자유 수호자로 미화하는 경향이 있지만, 그들은 홍콩의 헌정 질서에 반하고 모국에 대한 혼란과 불만을 조장함으로써 도시에 큰 해를 끼쳤다.

좋든 싫든, 홍콩은 중국의 일부이다. 그리고 두 지역의 엄청난 규모 차이와 중국 본토에 대한 홍콩의 의존도가 커지고 있음을 감안할 때, 도시의 중국과의 점진적인 통합은 피할 수 없다 . . . 홍콩의 현실적인 목표는 중국에서 가장 자유롭고 국제적인 도시로 남아 있고, 많은 외국과의 양자 협정과 수많은 국제기구 회원 자격 덕분에 독특한 국제적 지위를 유지하는 것이어야 한다.— 레지나 입, 뉴욕 타임스, "홍콩은 중국이다, 좋든 싫든" 발췌

내셔널 리뷰와 스펙테이터는 이 기명 논평을 비판했으며, 허프포스트 프리랜서 기자 야샤르 알리와 CBS 뉴스 기자 캐스린 왓슨도 비판했다.

### 영국 해외 시민 여권(BN(O)) 및 이중 국적
2020년 10월, SCMP는 입이 이전에 중국 외교부가 홍콩 BN(O) 여권에 제한을 가할 경우, 홍콩 이민국이 항공사에 BN(O) 여권 소지자에게 발권을 중단하도록 지시할 수 있다고 말했다고 보도했다. 2021년 2월, SCMP는 BN(O) 여권 금지 조치로 인해 많은 사람들이 홍콩 여권 신청 시 문제에 직면하여 소수 민족들이 유효한 여권 없이 발이 묶였다고 보도했다. 이 조치는 사실상 이 홍콩 시민들이 홍콩을 떠나는 자유를 막을 것이다.
2021년 1월, 입은 SCMP에 의견 기고문을 작성하여 홍콩의 이중 여권 소지자들은 홍콩 거주권을 포기하고 비홍콩 국적을 선택해야 한다고 주장하며, 비홍콩 국적을 선택하는 사람들은 "홍콩 거주권과 홍콩 선거에서 투표할 수 있는 권리도 잃을 수 있다"고 말했다. 이는 캐리 람, 탐 유충, 둥젠화를 포함한 고위 정부 관료들이 외국 국적 자녀를 두고 있음에도 불구하고 나온 발언이다. 입은 자신의 제안이 단지 제안일 뿐이며 홍콩 특구 정부에 이 문제를 제기하지 않았다고 언급했다.
2021년 2월, 홍콩 프리 프레스는 2020년 6월 이후 약 7,000명의 사람들이 홍콩에서 영국으로 이민을 갔다고 보도했고, 입은 이들이 "돈, 기술 또는 교육이 없다"고 주장했다.
2021년 3월, 입은 14개국으로 워킹 홀리데이 비자를 신청하기 위해 BN(O) 여권을 사용하는 홍콩인들은 정부에 의해 항공기 탑승을 거부당해야 한다고 말했다.

### 해외 투표
해외 홍콩인에게 투표권을 허용하는 제안을 논의하면서 입은 모든 해외 홍콩인에게 투표권을 허용하지 않고, 중국 본토에 거주하는 사람에게만 투표권을 허용하는 이유를 밝혔다. 입은 "하나의 국가" 원칙에 따라 중국에 거주하는 사람들이 해외 투표에 있어 우선권을 가져야 한다고 말했다.

### 삼권분립
2020년 10월, 입은 홍콩은 삼권분립을 한 적이 없으며, 정부 관리들은 도시가 삼권분립을 하지 않는다는 점을 재차 강조해야 한다고 주장했다.

### 입법회 의원 축출
2020년 11월, 입법회에서 4명의 민주파 의원 축출 이후, 입은 축출을 옹호하며 "그들은 이름만 민주주의자가 되어서는 안 된다. 그들은 법치주의와 자신들이 동의하지 않는 다른 사람들의 권리를 존중하는 진정한 민주적 가치를 받아들여야 할 뿐만 아니라, 우리 나라의 주권과 안보를 존중해야 한다"고 말했다. 또한 입은 "시간이 지나면 그것이 올바른 결정이었음이 드러날 것"이라고 말했다.

### 민주파 인사 체포
2021년 1월 민주파 인사 53명 체포 이후, 입은 이들의 체포를 옹호하며 입법회를 장악하고 예산 승인을 거부하려는 이들의 목표는 용납될 수 없다고 말했다.

### 신장
2021년 3월, 일부 기업들이 인권 문제로 인해 신장산 면화 사용을 중단하자, 입은 이 기업들이 신장에 대해 거짓말을 퍼뜨리고 있다고 주장하며 버버리를 보이콧할 것이라고 말했다. 입은 "버버리가 신장에 대한 근거 없는 주장을 철회하거나 사과할 때까지" 해당 브랜드의 제품을 입지 않을 것이라고 주장했다. 일부 사람들이 그녀에게 스카프를 태우라고 요청하자, 입은 "당분간 치워둘 것"이라고 말했다.

### 홍콩라디오텔레비전(RTHK)
2019년, 입은 RTHK가 중국어로 뉴스를 제작하는 것을 중단해야 한다고 말했다. 2021년 4월, 입은 RTHK를 폐쇄해야 한다고 제안하며, RTHK 직원들이 "종종 정부의 마지노선을 넘는다"고 말했다.

### 성소수자 및 여성 인권
입은 성소수자 차별에 반대하는 법안을 제정하려는 바람을 표명하고 도시가 2022년 게이 게임을 개최하는 것을 지지했다. 그러나 그녀는 홍콩에서 동성결혼 합법화를 지지하는 데는 그치지 않았다. 성차별과 같은 다른 사회 문제에 대해, 입은 언론이 그녀의 작업보다는 "여성 정치인의 헤어스타일, 의상, 화장에 초점을 맞추는 것"을 비판했으며, 선거 위원회에 여성 의석을 할당하려는 바람을 표명했다.

### 코로나19
2022년 3월, 입은 홍콩에서 "동적 제로-코비드"가 필요할 것이라고 주장했다.
2022년 9월, 입은 "정부가 지금 방역 전략에 대한 로드맵을 내놓기 어렵다"고 말했다. 입은 또한 홍콩의 방역 정책으로 인해 국제 기업들이 홍콩을 떠났다는 우려를 일축했다. 이와 대조적으로, 홍콩 상공회의소는 조사를 실시했는데, 이는 대기업의 10%가 홍콩을 영구히 떠났고, 추가로 30%의 대기업이 2022년 상반기에 떠날 것을 고려하고 있거나 이미 떠났다는 것을 보여주었다. 상공회의소 회장은 도시에 대한 모든 방역 입국 제한 조치를 즉시 해제할 것을 촉구했다.

### 타이완
2022년 8월, 존 리를 포함한 홍콩 고위 관리들이 낸시 펠로시의 타이완 방문을 비난하고 국가 주권 수호를 위해 베이징에 "모든 필요한 조치"를 지원하겠다고 위협한 후, 입은 "정부의 중요한 직책에 있는 사람들은 주권, 국가 안보, 발전 이익, 영토 보전에 대한 국가의 핵심 가치를 공유해야 한다"고 말했다. 그러나 입은 "홍콩은 (대응 조치에서) 할 역할이 없다"고 모순되는 발언을 했으며, 홍콩이 이 문제에 대해 얼마나 많은 권한을 가지고 있는지 말하기 어렵다고도 말했다.

### 홍콩 골프 클럽
2022년 8월, 입은 자신이 회원으로 있는 홍콩 골프 클럽이 사용하는 팬링 골프 코스에 공공 주택을 건설하려는 계획에 반대했다. 그곳에 주택을 건설하는 계획은 일반적으로 대중의 지지를 받았다. 같은 달 말, 개발 장관 버나데트 린은 입과 홍콩 골프 클럽의 로비에도 불구하고 "정부는 현재 이 프로젝트를 완전히 추진하고 있으며 우리의 마음을 바꾸지 않았다"고 말했다.
배타적인 홍콩 골프 클럽의 회원임에도 불구하고, 입은 자신이 "골퍼가 아니다"라고 말하며 "저는 골퍼가 아니지만, 팬링의 3개 18홀 골프 코스는 아시아 최고 중 하나이다"라고 진술했다.
입은 또한 "아무도 골프 클럽을 부유하고 강력하다고 부르거나 그 라벨을 붙이지 않기를 바란다. 결국 그것은 스포츠 시설이기 때문이다"라고 말했다.

### 인지세
2022년 8월, 입은 홍콩 주택 수요와 가격을 낮추기 위해 이전에 시행된 이중 인지세를 홍콩 거주권이 없는 중국 본토인에게 면제해 줄 것을 제안했다. 정부는 몇 시간 내에 입의 아이디어를 실행할 계획이 없다고 응답했으며, "정부가 부동산 인지세 완화를 고려하고 있다는 보도에 대해, 정부는 해당 문제에 대한 논의가 없었으며, 관련 계획도 없음을 분명히 밝힌다"고 말했다. 부동산 개발업자들의 주가는 이 소식에 급등했고, 입은 나중에 모순에 대해 "블룸버그 헤드라인이 정부가 그것을 고려하고 있다고 말해서 약간의 오해를 불러일으켰다"고 말하며, 사과 없이 "앞으로는 더 조심하고 더 명확하게 설명할 것"이라고 말했다.
폴 찬은 정부의 입장을 재확인하고, 입의 제안에 반하여 수요를 낮추기 위한 조치를 줄일 "계획이나 의도"가 없다고 나중에 발표했다.

### 글로벌 금융 리더 투자 정상회의
2022년 10월, 여러 미국 의원들이 미국 금융 경영진들에게 글로벌 금융 리더 투자 정상회의에 참석하지 말 것을 경고하자, 입은 "홍콩에는 인권 침해가 없으며 '비자유주의적 세계 질서' 수출에 대한 비난은 전혀 근거가 없다"고 말했다.

### 영광이 다시 오길
2022년 11월, 입은 국가보안법이 홍콩 외부에도 관할권을 가지며, 홍콩이 대한민국에서 용의자를 홍콩으로 인도할 수 있다고 말했다. 입은 대한민국에서 럭비 경기 중 영광이 다시 오길이 연주된 사건을 언급하며 이러한 발언을 했다. 2022년 12월, 입은 구글 대표들이 입법회에 소환되어 왜 그 노래가 그렇게 높은 순위를 차지했는지 설명해야 한다고 말하며, "그들이 소환을 무시하면 영장이 발부될 수 있다. 그것은 형사 범죄이며 범죄자는 최대 12개월 징역형에 처해질 수 있다"고 말했다.

### 북부 메트로폴리스
2023년 3월, 입은 북부 메트로폴리스 프로젝트가 란타우 미래 비전보다 우선시되어야 한다고 말했다. 그러자 존 리는 두 프로젝트 모두 동시에 진행될 것이며 어느 한 쪽을 우선시할 필요는 없다고 답했다. 2023년 4월, 한 설문조사에 따르면 홍콩인 중 6%만이 두 프로젝트를 동시에 건설하자는 리의 생각에 찬성하는 것으로 나타났다.

### 해외 민주파 인사
2023년 7월, 홍콩 정부가 해외 민주파 인사 8명에게 현상금을 건 것에 대해 입은 "제가 아는 한, 수배된 사람들 중 일부는 영국에서 매우 활동적이다. 그들은 많은 홍콩인들이 사는 지역에서 다과회를 연다. 표면적으로는 홍콩식 다과회이지만, 실제로는 정치인들을 세뇌하고 혼란스럽게 하여 중국을 비난하고 제재하도록 부추기기 위해 고안된 것이다"라고 말했다. 입은 또한 "수배된 사람들에게 그들의 다과회를 위해 음식을 보내는 것도 그들의 불법 활동을 지원하는 것일 수 있으며, 경찰은 철저히 조사하여 이러한 활동을 중단시켜야 한다"고 말했다.

### 출산율
2023년 8월, 홍콩의 출산율 감소에 대응하여 입은 동결 난자와 배아의 보관 기간을 10년에서 55년으로 연장해야 한다고 제안했다. 의사와 다른 전문가들은 입의 제안에 대해 보관 기간 연장에 대한 실제 수요가 없어 출산율을 변화시킬 가능성이 낮다고 답했다.

### 리오넬 메시
2024년 2월, 리오넬 메시가 홍콩에서 열린 친선 경기에 불참하자, 입은 "홍콩 사람들은 홍콩에 대한 고의적이고 계산된 냉대에 대해 메시, 인터 마이애미, 그리고 그 배후의 검은 손을 싫어한다"고 말했으며, 정부가 메시의 홍콩 입국을 금지해야 한다고 말했다. 메시는 나중에 부상에 대해 설명하는 비디오를 게시하며 정치적 관련성을 부인했다.

## 개인 생활
입은 1981년에 엔지니어 새미 입만호(1935–1997)와 결혼했다. 그들의 결혼은 새미 입의 가족의 반대에 부딪혔다. 새미 입은 칭힝 건설 회사 설립자인 입 칭핑의 아들이었다. 새미 입에게는 헨리에타라는 여동생이 있었는데, 그녀는 입법회 의원(1982–1991)이었다. 이 부부에게는 1989년에 태어난 딸 신시아 입 윙얀이 있다. 새미 입은 1997년에 간암으로 사망했다.
입은 개인 운전기사를 두고 있다.

## 재산 소유
2022년 1월 현재 입의 자산 신고에 따르면, 입은 홍콩에 주거용 주택 2채, 주차 공간 4개, 산업용 건물 1채를 소유하고 있다.
2023년 8월, 입은 회사를 통해 주거용 부동산을 구매했으며, 최소한의 인지세를 납부하는 관행을 옹호하며, 만약 회사 주식 양도를 통한 부동산 구매가 "바람직하지 않은 허점"이었다면 정부가 법을 변경했을 것이라고 말했다.

## 같이 보기
- 신민당 (홍콩)
- 홍콩의 정치